# Messe I.X-VI.X
Messe I.X-VI.X è il nono album in studio  del gruppo musicale norvegese Ulver, pubblicato nel 2013.

## Il disco
È stato registrato in collaborazione con la Tromsø Chamber Orchestra ed è stato creato in cooperazione alla Arctic Opera and Philharmonic Orchestra.

## Tracce
1. As Syrians Pour In, Lebanon Grapples with Ghosts of a Bloody Past – 11:50
2. Shri Schneider – 5:34
3. Glamour Box (Ostinati) – 6:10
4. Son of Man – 8:23
5. Noche oscura del alma (Dark Night of the Soul) – 5:25
6. Mother of Mercy – 7:22

## Formazione
Ulver
- Kristoffer Rygg
- Tore Ylwizaker
- Jørn H. Sværen
- Ole Alexander Halstensgård

Collaboratori
- Tromsø Chamber Orchestra
- Tomas Pettersen
- Alexander Kloster-Jensen
- John Stenersen